# Paisley (Florida)
Paisley és una concentració de població designada pel cens dels Estats Units a l'estat de Florida. Segons el cens del 2000 tenia 734 habitants.

## Demografia
Segons el cens del 2000, Paisley tenia 734 habitants, 317 habitatges, i 217 famílies. La densitat de població era de 86,4 habitants/km².
Dels 317 habitatges en un 24,6% hi vivien nens de menys de 18 anys, en un 53,3% hi vivien parelles casades, en un 10,1% dones solteres, i en un 31,5% no eren unitats familiars. En el 24% dels habitatges hi vivien persones soles l'11,7% de les quals corresponia a persones de 65 anys o més que vivien soles. El nombre mitjà de persones vivint en cada habitatge era de 2,32 i el nombre mitjà de persones que vivien en cada família era de 2,73.
Per edats la població es repartia de la següent manera: un 22,8% tenia menys de 18 anys, un 4,6% entre 18 i 24, un 25,9% entre 25 i 44, un 24% de 45 a 60 i un 22,8% 65 anys o més.
L'edat mediana era de 43 anys. Per cada 100 dones de 18 o més anys hi havia 91,6 homes.
La renda mediana per habitatge era de 29.000 $ i la renda mediana per família de 38.500 $. Els homes tenien una renda mediana de 29.732 $ mentre que les dones 26.111 $. La renda per capita de la població era de 12.798 $. Entorn del 14% de les famílies i el 17,4% de la població estaven per davall del llindar de pobresa.

## Poblacions més properes
El següent diagrama mostra les poblacions més properes.